# L'entrevista de Lluís XIV i Felip IV a l'illa dels Faisans
L'entrevista de Lluís XIV i Felip IV a l'illa dels Faisans (francès: Entrevue de Louis XIV et de Philippe IV dans l'île des Faisans) és una pintura a l'oli sobre llenç obra del pintor Jacques Laumosnier de l'any 1660.

## Història
La Guerra dels Trenta Anys que enfrontava als regnes dels Habsburgs i els seus aliats contra aquells regnes contraris al poder d'aquests, va enfrontar a Espanya i França per aquest motiu. La guerra entre tots dos regnes va durar deu anys i va finalitzar amb la derrota espanyola en la batalla de les Dunes de 1658 i amb la signatura del Tractat dels Pirineus el 7 de juliol de 1659 a l'Illa dels Faisans, situada sobre el riu Bidasoa que separa tots dos països.

## Descripció

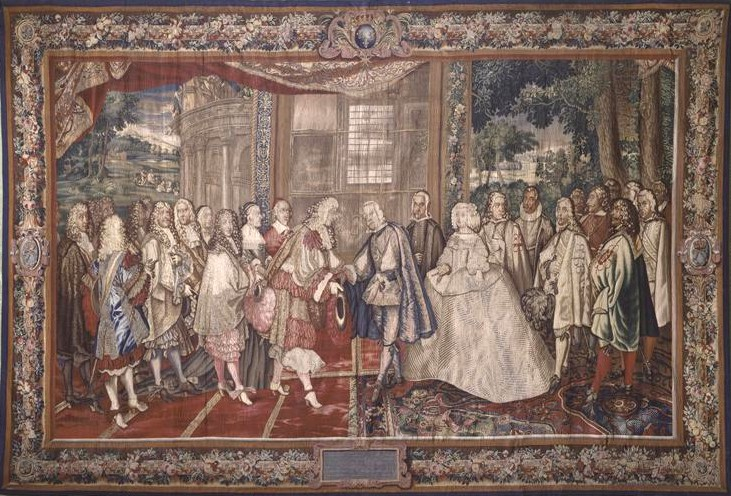
Tapís de Charles Lee Brun representant la mateixa escena situat en l'Ambaixada de França a Madrid.

La pintura representa la trobada entre el rei Lluís XIV de França i Felip IV de Castella a l'illa dels Faisans 7 de juny de 1659, en el qual el monarca espanyol lliurava a la seva filla María Teresa al francès com esposa. La trobada va servir també per signar el Tractat dels Pirineus, que posava fi a la Guerra dels Trenta Anys.
Pel costat francès poden veure's a la reina vídua Ana d'Àustria, germana del rei d'Espanya i mare del francès. També apareixen el duc Felipe I d'Orleans i el cardenal Jules Mazarin –plenipotenciari del rei–.
Per la part espanyola, el rei Felip IV apareix acompanyat de la seva filla María Teresa, el seu fill i hereu Carles, el Comte-Duc d'Olivares Luis de Haro –plenipotenciari del rei–, i un dels organitzadors de la trobada Diego Velázquez, que en aquest moment comptava amb seixanta anys.